# Мала конституція 1992 року
Мала конституція Польщі 1992 р. (пол. Mała Konstytucja z 1992) — конституційний закон «Про взаємні відносини між законодавчою і виконавчою владою Польської Республіки та засади територіального самоврядування», схвалений 17 жовтня 1992 р. Набув чинності 8 грудня 1992 р. 
Найближчим для оцінки форми правління, яку утверджувала «мала конституція», виходячи з її основних характеристик, є поняття «змішаної республіки». З іншого боку, «мала конституція» своїм змістом виправдовувала тільки частковий характер регулювання конституційно-правових відносин. 
Схвалення цього документа не призвело до цілковитого скасування Конституції 1952 р, яка не втратила чинність у таких положеннях: про основи політичного і економічного ладу, про Конституційний трибунал, про Державний трибунал, про Верховну палату контролю, про Уповноваженого з громадянських прав, про Всепольську раду з радіомовлення і телебачення, про суд і прокуратуру, про основні права і обов'язки громадян, про засади виборів до Сейму, Сенату і вибори Президента, про державні символи і столицю та про порядок зміни Конституції. Після ухвалення «малої конституції» було визнано за доцільне впорядкувати на законодавчому рівні процес підготовки і схвалення нової Конституції.

## Історія
Наприкінці 1980-х років проведена в Польщі системна конституційна реформа привела до зміни радянської форми правління на парламентську. Політичним підґрунтям реформи були засідання «круглого столу» (6 лютого 1989 — 5 квітня 1989), в якому з одного боку брали участь представники керівної партії, а з другого — «Солідарності» за посередництва Римо-католицької церкви в Польщі. 28 грудня 1989 р. парламент схвалив нову редакцію Конституції Польської Республіки зі змінами структури: було вилучено ідеологічну преамбулу, а Польська Республіка проголошувалася демократичною правовою державою, що діє на засадах соціальної справедливості, де найвища влада належить нації, яка здійснює її як через своїх представників, обраних у Сейм, Сенат і місцеві національні ради, так і через волевиявлення шляхом референдуму. Встановлювалася рівноправність і добровільність партій. У вересні 1990 р. до Конституції було внесено нові зміни, які передбачали прямі вибори Президента, збільшення строку його повноважень із 4 до 5 років, встановлення вікового цензу на цю посаду в 35 років. Проте практика функціонування політичних інститутів у 1990–1992 рр. засвідчила незавершеність процесу та системні недоліки тієї моделі влади, яка поєднувала в собі одночасно європейські і радянські традиції конституціоналізму (т. зв. «договірний парламент», обраний частково вільно, а частково — за квотами політичних партій із перевагою для колишньої панівної партії).
23 квітня 1992 р. Національні збори схвалили конституційний закон «Про режим підготовки і прийняття Конституції Польської Республіки», а 17 жовтня 1992 р. — конституційний закон «Про взаємні відносини між законодавчою і виконавчою владою Польської Республіки та засади територіального самоврядування», який неофіційно дістав назву «малої конституції».
На час початку роботи Конституційної комісії в 1993 р. до неї було подано 7 проектів конституції. Поступово їх зміст наближався до єдиного, узгодженого тексту.  Цей процес ішов складно і розроблення Конституції прискорилося після того, як у 1994 р. вчергове було змінено нормативно-процедурні підстави: прийнято положення про Конституційну комісію, запроваджувався механізм залучення до її діяльності позапарламентських партій. Однак не всі процедурні питання виявилися врегульованими, що згодом уповільнило роботу комісії. Значні труднощі в роботі над проектом Конституції створювали такі чинники: 
1. Зниження дисципліни і відповідальності суб'єктів. Неухильне підвищення політизації конституційної проблематики і конституційної діяльності також було закономірністю польського трансформаційного конституційного процесу, що виражалося в неконституційних, ненормативних ініціативах, парламентському абсентеїзмі, маніпуляції конституційною проблематикою з метою збільшення свого політичного капіталу.
2. Безформність, нестійкість, а з низки питань відсутність ціннісного консенсусу, а також змістовна вузькість процедурного консенсусу.
3. Політичний процес, зокрема президентські вибори і партійне будівництво.
4. Підвищена роль особового фактору.
5. Політизація і конфліктність конституційних дебатів.
6. Зниження інтересу суспільства до ухвалення нової Конституції.[3]

Конституційний процес завершився 1997 р., коли 2 квітня Національні збори схвалили Конституцію Польської Республіки 451 голосом «за» і з 40 голосами «проти». Після цього, як і передбачалося конституційним законом 1992 р., текст Конституції було винесено на референдум, проведений 25 травня 1997 р. (56,8 % голосів «за», 43,2 % «проти» за явки виборців у 38,9 %). Постало питання легітимності Конституції, яке вирішив Верховний суд 15 липня 1997 р. Наступного дня Конституцію підписав Президент Польської Республіки, а 17 жовтня 1997 р. вона набрала чинності.